# Zahorje (sielsowiet Msciż)
Zahorje (biał. Загор’е; ros. Загорье, Zagorje) – wieś na Białorusi, w obwodzie mińskim, w rejonie borysowskim, w sielsowiecie Msciż. W 2009 roku liczyła 33 mieszkańców.